# Bhadaur
Bhadaur é uma cidade  no distrito de Sangrur, no estado indiano de Punjab.

## Geografia
Bhadaur está localizada a 30° 29′ N, 75° 19′ L. Tem uma altitude média de 219 metros (718 pés).

## Demografia
Segundo o censo de 2001, Bhadaur tinha uma população de 16,818 habitantes. Os indivíduos do sexo masculino constituem 53% da população e os do sexo feminino 47%. Bhadaur tem uma taxa de literacia de 50%, inferior à média nacional de 59.5%; com 57% para o sexo masculino e 43% para o sexo feminino. 13% da população está abaixo dos 6 anos de idade.